# Kościół Narodzenia Najświętszej Maryi Panny w Sobocie
Kościół Narodzenia Najświętszej Maryi Panny – zabytkowy kościół parafialny, zlokalizowany w centrum Soboty (gmina Rokietnica).

## Historia

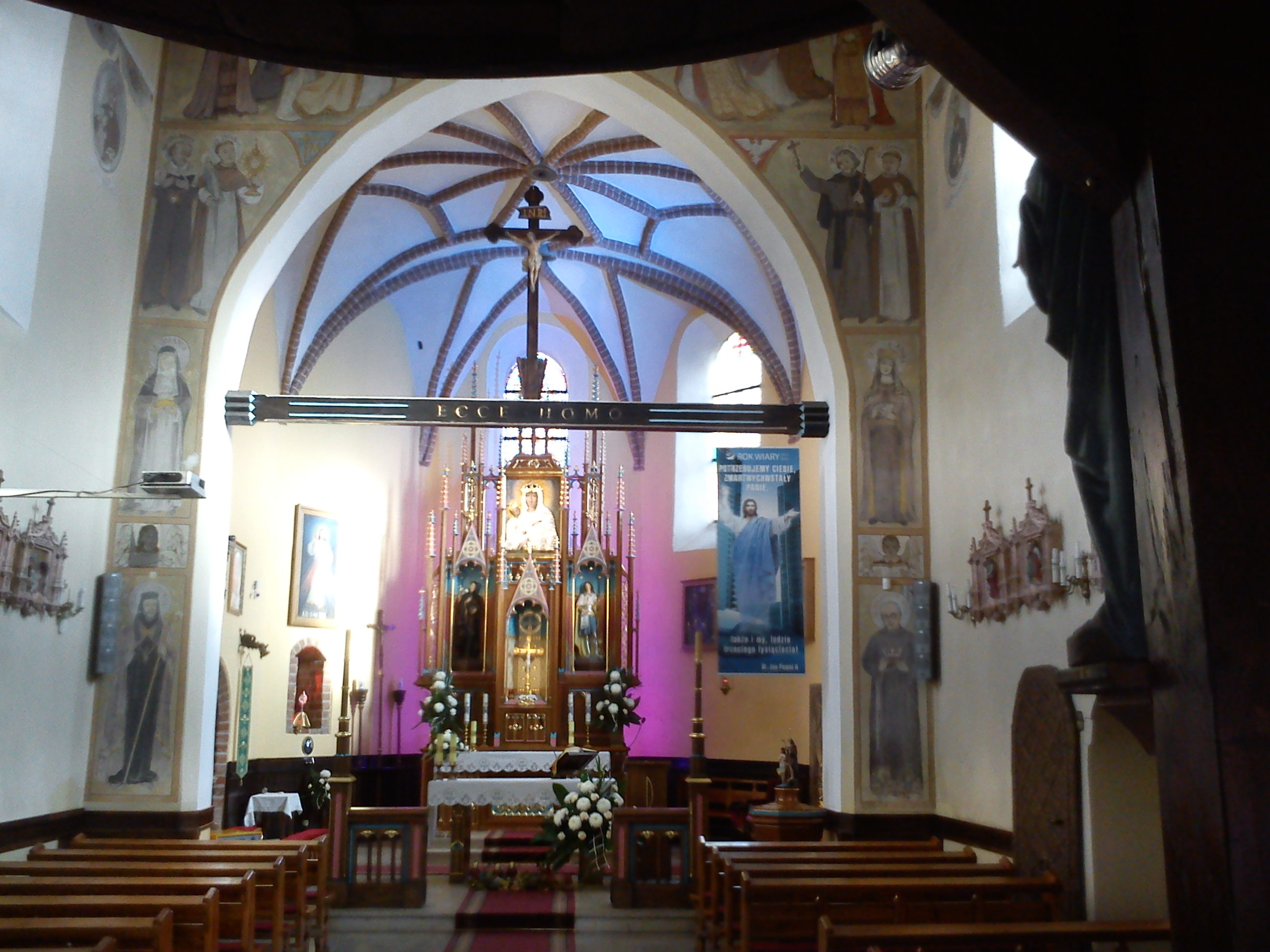
Wnętrze i ołtarz

Parafia we wsi została erygowana prawdopodobnie w XIII wieku (pierwszy proboszcz Soboty wymieniony jest w dokumencie z 1367). Pierwotny kościół był drewniany. Obecnie istniejący kościół jest murowany, jednonawowy, późnogotycki został wzniesiony przez miejscowego proboszcza i kanonika katedralnego, a jednocześnie właściciela Soboty - Jana Sobockiego w latach 1510-1517. Remont kościoła przeprowadzono w 1780, staraniem Ksawerego Moraczewskiego, kanonika kaliskiego, ponieważ obiekt podówczas groził zawaleniem. Kolejny właściciel, ks. Maksymilian Baraniecki, przeprowadził renowację w 1894. Z 1906 pochodzi ołtarz z marmurową mensą. W czasie II wojny światowej świątynia została ograbiona przez Niemców i zamieniona na magazyn. Ostatnie remonty przeprowadzono w latach 1975-81 i 1982-1993. W ołtarzu znajduje się słynący łaskami obraz Matki Boskiej z 1794. Do rejestru zabytków włączona jest dzwonnica z murem kamiennym otaczającym kościół.
Kościół posiada obecnie rangę sanktuarium. Odpust następuje w pierwszą lub drugą sobotę września.

## Tablice i nagrobki
Na kościele wmurowane są tablice nagrobne i pamiątkowe:
- Teofila Urbanowskiego (1802-1875) - dziedzica Soboty,
- Emilii z Laszkowskich Urbanowskiej (1809-1881) - dziedziczki Soboty,
- Stanisława i Jana Nowaków - poległych w I wojnie światowej w 1915 i 1918,
- Józefa Frydrychowicza (ur. 1882) – powstańca wielkopolskiego, ofiary hitlerowców,
- ku czci Jana III Sobieskiego i zwycięstwa pod Wiedniem (z 1883)[4].

Ponadto przy kościele stoi romantyczny nagrobek Ignacego Laszkowskiego (dziedzica Soboty i Bytkowa) w formie złamanej kolumny, o którą opiera się płacząca dziewczyna.